# ゼントラーディ
- マクロスシリーズ > 超時空要塞マクロス > ゼントラーディ
  - マクロスシリーズの用語一覧 > ゼントラーディ

ゼントラーディ (Zentradi, Zjentohlauedy, Zentrady, Zentraedi) は、テレビアニメ『超時空要塞マクロス』およびその続編「マクロスシリーズ」に登場する架空の異星人。ゼントラーディ人（ゼントラーディじん）ともいう。地球人の敵として登場する、身長約10メートル (m) の「巨人」である。
古代星間文明の高度に発達した遺伝子工学により戦うために作られた種族とされ、強靭な肉体と高性能の兵器を持ちながら、男女は隔離され、歌や恋愛などの「文化」をまったく知らず、敵対勢力である「監察軍」との戦争のみに明け暮れる存在である。地球人と同程度のサイズに縮小する「マイクローン化」という技術を持っている。地球人とほぼ同じ遺伝子構造をもち、外見はほとんど変わらないが、髪や肌の色が地球人とは異なる者もいる。物語では一部のゼントラーディ人が戦いのなかで文化を知り、地球人との和解の道を選んで共存することになる。
劇場版『超時空要塞マクロス 愛・おぼえていますか』では設定が変更され、ゼントラーディは男性の巨人族を指す呼称で、女性の巨人族「メルトランディ」と敵対関係にあるということになっている。以下、本項目において「テレビ版」は『超時空要塞マクロス』を、「劇場版」は『超時空要塞マクロス 愛・おぼえていますか』を指す。
後続のシリーズ作品においても、共存を続ける者や地球人とのあいだに生まれた子孫、あるいは「はぐれゼントラーディ」と呼ばれる残存勢力や、共存を拒んで叛乱を起こす者などが登場する。

## 制作
スタジオぬえにおいて『超時空要塞マクロス』の原型となるダミー企画が用意された際に、現実的にはまったく有効性のない全高10 - 20mの人型ロボット兵器を登場させるため、「ひと目見て、納得というか、あきらめてもらえる方法として」10 - 20mの巨人が敵とされ、スケールを大きくするため長きにわたり分裂戦争を繰り広げる銀河帝国級の異星人と設定された。本命の企画がシリアスなものであったことの反動から、徹底してSFとしては非常識な要素が積み重ねられており、敵に関してもきわめて知能の低い異星人ということとなった。敵異星人は「監察軍」と「枢軸軍（のちのゼントラーディ軍）」に分かれていることになり、監察軍による監視行動と艦長夫人との不倫を描くためにマイクローン・システムが設定され、枢軸軍にもこのシステムによりスパイ行動をさせ、映画や歌といった地球人の文化にあこがれる姿を馬鹿馬鹿しく表現することになる。その後、このダミー企画が本命となり、作風の変更や話数の削減にともない監察軍は登場しないことに決定され、枢軸軍は男女が隔離され文化を抑制された存在で、地球人とのファースト・コンタクトがキスシーンとなり、男女関係が文化の象徴として描かれることになる。

## 特徴
50万年前、銀河に一大星間文明を築き上げた知的生命体プロトカルチャーが、戦闘員として利用するために創造した人種。容姿こそ地球人類と酷似しているが、その身長は人類の約5倍となっており、地球統合軍でバトロイド（可変戦闘機の格闘形態）やデストロイドなどの巨大ロボット兵器が実用化されたのも、ASS-1（マクロス）の調査結果から巨人異星人との遭遇・戦闘が想定されたためである。また一部の臓器の数や位置が人類のそれとは異なっており、宇宙の真空中でも生身で短時間活動できるなどの強靱な肉体を持つ者もいる（体格や構造は階級や役職により異なる）。さらに闘争本能の増進も施されており、第一次星間大戦後に地球に帰化したゼントラーディ人のなかには、破壊衝動を抑えきれず暴動を起こす者が相次ぐが、彼らの強靭で大きな肉体は、終戦直後の復興の労働力として重宝される。
出自および構成に関して、テレビ版と劇場版では一部設定が異なる。テレビ版ではゼントラーディ人の敵対勢力は監察軍で、ゼントラーディの男性と女性は同じ艦艇には乗っていないものの、同じ基幹艦隊の指揮下で活動。男性は白兵戦向けの強靭な肉体、女性はパイロットとして適した、小柄で高いGに耐えられるように作られている。劇場版では、プロトカルチャーが単性生殖を実現させた結果、男（ゼントラーディ）と女（メルトランディ）に分断され、戦争に至ったとされている。
反乱や謀反への安全対策として、知能も平均的な地球人の小学生レベルに限定され、戦闘のみに特化された種族のため、美術・音楽（歌）などの文化に免疫がなく、文化活動の場面に遭遇すると、激しく動揺したり興奮状態に陥る。男女の恋愛行動に対しては、とくに異常な反応（カルチャーショック）を示す。
生殖能力はあるものの男女間の交流はほとんどなく、クローン技術により兵士が「製造」されている。プロトカルチャー時代に、試験的に生殖能力を去勢した兵士も製造されたが、戦闘能力が40%低下したために、この措置の本採用は見送られた。また応用技術として、肉体を地球人サイズに縮小する「マイクローン化」や、逆にマイクローンを巨人サイズに戻すことができる「マイクローン装置」を所有している。マイクローン化したゼントラーディ人は生物的に地球人とほぼ同類で交配・混血も可能だが、これは地球人もプロトカルチャーによる、「亜プロトカルチャー」計画によって創り出された生物種であったことに由来しているとされ、地球人も遺伝子が適合すればマイクローン装置により巨人化することが可能である。ただし、遺伝子によって巨人化・マイクローン化への適合には個人差があり、繰り返すことができる強靭な遺伝子を持つ者もいれば、わずかな回数でも病気になる者、巨人化すると元に戻れなくなる者もいるとされる。

## ゼントラーディの歴史

### ゼントラーディの誕生からプロトカルチャーの絶滅まで
『超時空要塞マクロス』時点の設定では、紀元前50万年代、銀河に一大星間国家を築き上げながらも、ゼントラーディ側と監察側に分裂して戦争を始めたプロトカルチャーが、戦闘用の兵器として巨人兵を作り上げ、叛乱を起こさないように知能を制限して文化を与えず男女を隔離し、攻撃対象を軍事施設等に限ったうえで、プロトカルチャーの非戦闘員への攻撃を禁じるプログラムを施し、戦争に投入するものの、プロトカルチャーは激化する戦闘に巻き込まれ絶滅したとされる。
『超時空要塞マクロス』時点で公開された年表では、分裂戦争の開始がプロトカルチャー暦（P.C.）3000年で、P.C.25000年にプロトカルチャーが全滅したとされ、その詳細は記されていない。『マクロス7』以降に発表された年表ではプロトカルチャーの歴史が大幅に変更・追加され、P.C.2600年代にゼントラーディの量産が始まり、プロトカルチャーはゼントラーディの力を利用して宇宙移民を推し進め、星間共和国を樹立したとされる。P.C.2860年に星間共和国が分裂戦争を始め、P.C.2871年、ゼントラーディよりも高位の生体兵器「エビル・シリーズ」が「プロトデビルン」と呼ばれる生命体となり、プロトカルチャーやゼントラーディを洗脳し、のちに監察軍と呼ばれることになる勢力を築き上げ、侵略を開始する。これに対抗するために、プロトカルチャーへの手出しを禁じたゼントラーディへの基本命令が解除され、最終的にプロトデビルンは封印されるものの、星間共和国が崩壊したためにゼントラーディの再コントロールが不可能となり、P.C.25000年、プロトカルチャーは絶滅に至ったとされるようになる。
プロトカルチャー滅亡後、巨人たちは主を失ったまま50万年ものあいだ宇宙をさまよい、戦闘を続けることになる。

### 地球人類との接触と第一次星間大戦
1999年、監察軍の砲艦（のちのSDF-1 マクロス）が地球に落着する。2009年、これを追跡していたゼントラーディ軍のブリタイ艦隊が地球を訪れる。この時、マクロスのブービートラップが発動し主砲が自動的に発射され、地球人とゼントラーディは戦争状態に突入する。地球人類が失われた反応兵器を使用していることからブリタイ艦隊は全面攻撃を行わず、マクロスの捕獲および調査を行おうとする。
マクロス艦内に潜入したゼントラーディ兵は地球人類とのカルチャー・ギャップに大きな衝撃を受ける。特にアイドル歌手リン・ミンメイの歌声は多くのゼントラーディ兵に影響を与える。ブリタイは上官である基幹艦隊司令長官ボドルザーに地球について報告するが、ボドルザーは地球の文化を危険なものと見なし、殲滅しようとする。一方で、ブリタイ艦隊の中には地球人との和平を望む声が高まり、ボドル基幹艦隊対マクロス・ブリタイ艦隊の連合軍との決戦となる。マクロス・ブリタイの連合艦隊はリン・ミンメイの歌声を流し、カルチャーショックを誘ったうえで母艦内に突入し、ボドルザーを倒す。ボドルザーの配下だった艦隊はフォールド（超空間航行）して他の基幹艦隊に合流したものもいれば、地球人類と和平を結んだものもいる。
2010年4月、生き残った地球人類とゼントラーディによって「新統合政府」が樹立され、共存の道を歩み始める。一方で、ボドル基幹艦隊も銀河系内に数多く存在する基幹艦隊のたったひとつにすぎず、ほかの基幹艦隊と遭遇する危険は残っている。

### 第一次星間大戦後のゼントラーディ
テレビ版の第28話以降、および『マクロス7』などの続編では旧ブリタイ・アドクラス艦隊将兵の多くがマイクローン化して新統合政府に参加しており、新統合軍にも所属している。地球人とゼントラーディ人のハーフやクォーターも数多く誕生している。『マクロス7』などの続編ではテレビシリーズと劇場版の設定が混ざっており、男性をゼントラーディ、女性をメルトランディと呼ぶこともあれば、女性であってもゼントラーディと呼ぶ両方のケースがある。大戦後の2度の巨人ゼントラーディ人による反乱により、地球では巨人サイズでの居住が禁止されたが、マクロス7船団にはエキセドル・フォルモら非マイクローンのゼントラーディ人が少数所属しており、マクロス・フロンティア船団でも一部区画で巨人ゼントラーディ人と地球人・マイクローンとの共存が行われている。
なお第一次星間大戦でのボドル基幹艦隊による軌道爆撃により、人類の生存者は約100万人とされ、帰順したゼントラーディ人約800万人より少数となった。このため以後の「地球人類」は、マイクローン化した帰化ゼントラーディ人の方が多いことになる。
『マクロスF』においては、大まかに元ブリタイ・アドクラス艦隊指揮下の帰化ゼントラーディ人と、元ボドル基幹艦隊指揮下の帰化ゼントラーディ人に分類され、前者のゼントラーディは比較的穏健派に属し、地球人類との共存共栄に積極的だが、後者ゼントラーディは上位指揮系統の壊滅により否応なく人類に降伏、和平に応じた勢力であることから、新統合政府に反感を抱いて、反社会的なテロ活動を起こす者も存在するとされる。全員がそうとは限らず、大多数のゼントラーディ人の生存者は、新統合政府主導の地球人類との融和・帰化政策に恭順的であり、戦闘種族としての彼らの能力と経験は後年の宇宙移民時代においてもたいへん重宝されている。
身体的な特徴として、寒色系の肌の色が挙げられるが、地球人とさほど変わらない者も多い。劇場版や『マクロスプラス』以降の続編では、旧シリーズにはなかった要素として、尖った耳が特徴として加わっている。地球人との混血児にも純血児ほどではないが耳の端がやや尖っているといった細かな描き分けがなされている。その他、青・緑・ピンクといった純血の地球人には存在しない色の頭髪を持つ者も多く、ハーフやクォーターでもそうした人物が多い。また『マクロスF』では、一部のゼントラーディ人は頭髪が意思や感情により動く能力を持ち、クォーターであるランカ・リーもその能力を受け継いでいるという設定が加えられた。
兵器としてプロトカルチャーにより文化的な思考能力を永く封印されていたが、地球文化との接触によるカルチャーショックの結果、創造的な思考能力を取り戻す。ゼネラル・ギャラクシー社でVF-9やYF-21の開発に関わったアルガス・セルザー、星間運輸会社および民間軍事会社S.M.Sを創設したリチャード・ビルラー（『マクロスF』）などといった技術者や企業経営者も輩出している。

## 言語
プロトカルチャー言語から発展した独自の言語体系を使用しているようだが、テレビ版ではゼントラーディ人同士の会話も日本語で表現されており、地球人と会話する場面でも完全な翻訳機を使用し会話を成立させる。ただし、テレビ版の作中でも一部の場面でゼントラーディ語が使用されており、捕虜となった主人公たちがゼントラーディ艦からの脱出を試みる場面や、第一次星間大戦後の地球の場面で、ゼントラーディ人が「ウテマ（待て）」などのゼントラーディ語を使うシーンが複数存在する。
劇場版においては、ゼントラーディ同士の会話は基本的にすべてゼントラーディ語で表現される。軍事行動以外の習慣のないゼントラーディの使用言語は、地球人類のそれと比較すると非常に語彙のバリエーションが少なく、翻訳機を通した地球人との会話でも、ところどころゼントラーディ語が翻訳されずに地球の言語と混在したかたちとなり、「産まれる」「抱く」「キス」などといったゼントラーディにとって未知の単語を発声する際は、地球人とは異なる発音になる。物語の後半ではゼントラーディ同士が会話する場面でも、地球の言語を基本にゼントラーディ語が混合したかたちで表現されるようになる。後年に発売されたPlayStation 2用ゲームソフト『超時空要塞マクロス』では、テレビ版ストーリーモードにおいてもゼントラーディ人同士の会話はすべてゼントラーディ語で表現されており、劇場版ストーリーモードでも、劇場版の後半で地球の言語とゼントラーディ語を混合した表現になっていたゼントラーディ同士の会話が、すべてゼントラーディ語による表現となっている。
なお、表記には独自のゼントラーディ文字が使われており、その一部に地球のラテン文字（ローマ字）に該当するものがあったことから文字の対比のあと、翻訳方式がまとめられ、地球人側の翻訳技術の向上に貢献することとなる。
元ボドル基幹艦隊のゼントラーディ人は地球人類との混血化が進み、帰化することで純粋なゼントラーディ語のみを使用する者もいなくなるが、『マクロスF』や『マクロスΔ』などの作品では、ゼントラーディ血統人種で構成される部隊において、軍事行動関係の命令や指示などをゼントラーディ語で行っているケースもある。

### 代表的な単語
- ア - at
- アルケス - 存在する
- アルマ - すべて
- ウ - 行動（ - する）
- ウケイ - 行け
- ウコメ - 来い
- ウダナ - 何だ
- ウテマ - 待て
- ウトミ - 見える
- ウトミスケス - 見せる
- エスケスド - 解読
- エセケス - 了解する、わかる
- エセケスタ - 了解、わかった
- エト - なに
- エルケスガーマ - 解読能力
- エルケスト - 送信
- エルケルザーン - 信号音
- エルケルト - 報告
- オ - of
- カールチューン - 文化
- ガドラ - 武器

- ガドラス - 戦闘
- ガドラダカン - 戦艦
- ガドララスカス - 戦意
- ガンツ - 勝つ
- ギルツ - 捕獲する
- ギルテスタ - 身につける
- ゲーマ - 力
- ケスト - 確認
- ケルカス - 手を出す
- ケルカスタ - 進入する
- ケルガドラス - 突撃部隊
- ゴル - 巨大な
- ゴルガドラダカン - 巨大戦艦
- ゴルグラン - 巨人
- サ - yes、ハイ、ハッ！
- サルテスト - 記録書、サンプル
- ザルグ - 多い、多くの
- ザーン - 音
- ザンツ - 栄える
- ズカラ - 規模、サイズ、部隊
- ゼントラン - 男性

- ダカン - 場所、船
- ダス - あれ
- ダルカーン - 星
- タルケ - 同じ
- タルニ - with、both、しかも
- ダンツ - 正しい、絶対
- チャーツ - 部品
- デ - 否定
- デブラン - 敵
- フォ - 未来接語
- プレ - 過去接語
- プロト - 古い、昔の
- ホルト - 新しい、これから
- マーカ - 疑問
- マイクラーン - マイクローン
- マルテスト - 記録
- ミーゾーン - 歌
- メルトラン - 女性
- ヤック - なんと
- ラスカス - 考える

メルトランディもゼントラーディとほぼ同じ言語を用いるが、一部の単語はゼントラーディと異なるものとなっている（「ガドラス」が「マドラス」、「ヤック」が「ラック」など）。
単語のなかでもとくに、「信じられない」「恐ろしい」「そんな馬鹿な」といった意味合いをもつ「デカルチャー」、より強い驚きを示す感動詞「ヤック」をつけた「ヤック・デカルチャー」は劇中で繰り返し用いられ、後継作品や関連商品名などでもしばしば使用されるものとなっている。
後継作品において、一部の単語はそのまま地球言語として定着していることになっており、「デカルチャー」などは、普通にテレビCMなどにも使用されるポピュラーな単語となっている。小説版『マクロスフロンティア』において早乙女アルトは「デカルチャー」を古臭い死語だと言い、普通に使うランカ・リーと言い合いをする場面がある。

## ゼントラーディ軍
ゼントラーディ人は種族全員が戦闘員であり、ゼントラーディ軍の将兵である。彼らには「民間人」（戦争をしない人間）という概念自体が存在せず、社会生活すべてが軍事行動と直結している。軍人社会の常として、厳格な軍法が存在し、敵前逃亡や叛乱などの風紀を乱す行為をした者には消去刑（分解刑）などの重い処罰が下される場合もあるとされる。
ゼントラーディ軍は1,000 - 2,000を超えるといわれる「基幹艦隊」に分かれて行動している。1個基幹艦隊は移動司令部である超大型要塞と約500万隻の艦艇、そして搭載された無数の戦闘ポッドで構成される。すべての基幹艦隊に識別ナンバーが割り振られているが、便宜上、司令長官の名前を冠した名称で呼称される。第一次星間大戦の際、人類と交戦する基幹艦隊は、ゼントラーディ軍第118基幹艦隊であり、劇中ではボドル基幹艦隊と呼称される。また、設定によっては数十万隻規模の基幹艦隊も存在する。基本的に基幹艦隊同士の連携等は行われず、互いの艦隊の位置も命令系統上位（エキセドル・フォルモの説明で言及される「ベルナル級」以上）の将官までしか知らされていない。軍隊として本来存在するはずの、基幹艦隊を統括する上位機構もシリーズ中では明言されていない。そもそも本来の主人であるプロトカルチャーは、はるか太古に自らの生み出したゼントラーディ軍と監察軍の戦いのなかで滅亡しており、すでに根源的な戦争の目的や理由を失ったまま軍隊全体が盲目的に戦闘行為を行っているともいえる。なお、総司令官を失った基幹艦隊の残存艦艇は速やかに撤退ののち、距離的に最も近くに位置する他の基幹艦隊に合流すべし、とする軍法がある。
撤退の際に取り残されたゼントラーディ艦隊または部隊は、闘争本能の赴くままに戦闘を繰り返す「はぐれゼントラーディ」という危険な海賊的戦闘集団と化し、辺境宙域において幾度となく新統合軍の治安部隊と交戦している。『超時空要塞マクロスII -LOVERS AGAIN-』では「マルドゥーク」という、はぐれゼントラーディを歌によって従えた勢力が登場する。

### 兵器・技術
ゼントラーディ人は創造する能力を与えられておらず、運用している兵器類はすべてプロトカルチャーの作った無数の惑星や衛星の全自動兵器廠により製造されている。たとえば標準的な戦闘ポッド・リガードは、約3億を数える兵器廠で常時生産され続け、前線に供給されている。本編中では明言されず、登場もしないが、戦艦やフルブス・バレンスのような機動要塞を建造する兵器廠も存在する（こういった兵器類は生産サイクルも長く、艦艇類は数十から数百周期に1隻、要塞クラスになると数千周期に1隻のサイクルで生産されているものと思われる）。修理や整備などの保守技術も所有させないために、プロトカルチャー時代に建造が開始された当初から、全般的に耐久力を重視した設計・構造となっており、数万周期（年）前に建造され、現在も現役で戦闘に参加している歴戦の艦艇も存在する。また、バトルポッドなどの小型機動兵器については、少しの損傷でも修理することなく廃棄され、新しい機体と交換される。しかし、前述されているように知能が限定されているため、比較的複雑で高度な機材の性能維持と運用は困難で、たとえば司令部偵察ポッド・ケルカリアなどは標準装備でありながら、各艦隊ごとに数十機ずつしか配備されていない。
基本的に一つの兵器廠で単一の兵器が大量生産されていると見られ、劇中にもその種の描写、台詞がある。戦闘などで生産ラインが破壊されると兵器廠自体の修復も不可能なのに加え、「整備」「修理」の技術が失われているため、既存生産分の部品の共食いも含めやはり不可能となり、該当する兵器は修復されることもなく使い捨てられて、以降は消耗する一方となる。例えば、戦闘ポッド・グラージは、28万周期前にロイコンミ兵器廠の生産ラインが監察軍の総攻撃により全壊したため、ゼントラーディ全軍を通じて希少品となっている。また、一部の兵器廠は新統合軍によりゼントラーディ軍から奪取され、地球近辺へ移動して終戦直後の早急な戦力増強に活用されている。
第一次星間大戦後、地球人類によりこれらの兵器の基幹技術が調査解明され、それらを導入した地球製兵器の開発も進められた（YF-21など）。また逆に地球の修理・改良技術を習得したゼントラーディ人により、ゼントラーディ兵器に改造や改良を加えた機体も登場する（バリアブル・グラージなど）。
核兵器の一種である反応弾に至っては、地球暦の紀元前38万年にすべての生産プラントが戦火で失われ、幻の兵器として言い伝えのみがゼントラーディ全軍に伝わっていた。

### 役職・階級
ゼントラーディ軍ではマイクローン・システムの応用により、その役割に適した能力を特化した個体が製造されており、おもに量産性の高い「一般兵士タイプ」、戦闘能力が低い代わりに知能の高い「記録参謀タイプ」、真空中でも耐えられるほど強化された「指揮官タイプ」の三つに分けられる。
ゼントラーディ軍固有の役職・階級である「記録参謀」は、艦隊指揮官の補佐をするために、非常に高い記憶力、知能を持たされている。その代わりに体格は小さく戦闘力も低い。エキセドル・フォルモは「ゼム一級記録参謀」であるが、ほかの階級があるかどうかは不明。『超時空要塞マクロス 愛・おぼえていますか』においてはテレビ版と違い、巨大な大脳と機器操作用の触手を持つ外見になっており、これに近いデザインは『マクロス7』や美樹本晴彦の漫画『超時空要塞マクロス THE FIRST』にも引き継がれている。
テレビ版における基幹艦隊司令長官は『超時空要塞マクロス 愛・おぼえていますか』では機動要塞の制御中枢となっており、有機的に結合され要塞そのものとなっている。PlayStation用ゲーム『マクロス デジタルミッション VF-X』には、通常のゼントラーディ人のサイズをはるかに上回る司令官クラスのゼントラーディ人が登場する。

## 代表的なゼントラーディ人

### 純粋なゼントラーディ
クローニングにより生み出されたゼントラーディおよび、第一次星間大戦後、ゼントラーディ同士による男女間の交配によって生まれたゼントラーディ。
超時空要塞マクロス
- ブリタイ・クリダニク
- エキセドル・フォルモ
- カムジン・クラヴシェラ
- ワレラ・ナンテス、ロリー・ドセル、コンダ・ブロムコ
- ボドルザー
- ミリア・ファリーナ
- ラプラミズ

その他の作品
- ビヒーダ・フィーズ（『マクロス7』）
- アルガス・セルザー（設定のみ。『THIS IS ANIMATION Special マクロスプラス』など）
- ジェビル・ルクソール、マーヴィン（『マクロス7 トラッシュ』）
- ティモシー・ダルダントン（『マクロス VF-X2』）
- モアラミア・ジフォン（『マクロスM3』）
- クラン・クラン（『マクロスF』）
- チェルシー・スカーレット（『マクロス・ザ・ライド』）
- アイシャ・ブランシェット（『マクロス30 銀河を繋ぐ歌声』）

### ゼントラーディ系地球人
第一次星間大戦後に生まれたゼントラーディ人の血を引く地球人。
ハーフ世代
- マクシミリアン・ジーナス、ミリア・ファリーナ・ジーナス夫妻の子供（「マクシミリアン・ジーナス#家族構成」を参照）
- ガルド・ゴア・ボーマン（『マクロスプラス』）
- アーネスト・ジョンソン（『マクロスΔ』）

クォーター世代
- シルビー・ジーナ（『超時空要塞マクロスII -LOVERS AGAIN-』）
- ランカ・リー、ブレラ・スターン（『マクロスF』）
- ホシムラ・ユイ（『マクロスアルティメットフロンティア』、『マクロストライアングルフロンティア』）
- ミラージュ・ファリーナ・ジーナス（『マクロスΔ』）

## ゼントラ
漫画『マクロス7 トラッシュ』などで「ゼントラ」という略称が用いられることがあり、『マクロスF』や関連媒体では「大きい」や「大盛り」の意味で用いることがある（「ゼントラ盛り」「ゼントラ丼」など）。